# Drengman Aaker
Drengman Olsen Aaker (Hjartdal, 24 de septiembre de 1839 - Ridgeway, 30 de marzo de 1894) fue un político y empresario noruego radicado en Estados Unidos.

## Biografía
Nació el 24 de septiembre de 1839 en Hjartdal, Telemark en Noruega. Aaker emigró con sus padres a los Estados Unidos en 1848 y se estableció en Waukesha, Wisconsin. En 1854, Aaker y su familia se establecieron en Winneshiek, Iowa. Durante la Guerra de Secesión, Aaker sirvió en el 12º Regimiento de Infantería Voluntaria de Iowa.
Más tarde, Aaker vivió en Ridgeway, Iowa y se dedicó al negocio mercantil. En los años posteriores contrajo matrimonio con Christina Andersdatter Turvold (1849-1922).  Aaker creció hasta convertirse en una figura empresarial de éxito en el condado de Winneshiek, siendo el operador de un aserradero. Más tarde fue miembro de la firma mercantil de Galby y Aaker, comerciando con granos durante la década de 1870. En la última parte de esa década, Aaker vendió su almacén de madera y se convirtió en el propietario de Ridgeway Creamery, que luego se incendió en marzo de 1884.
De 1882 a 1886, Aaker sirvió en la Cámara de Representantes de Iowa y fue republicano. Aaker falleció en su casa en Ridgeway, Iowa a los 54 años.